# 예멘의 재외공관 목록

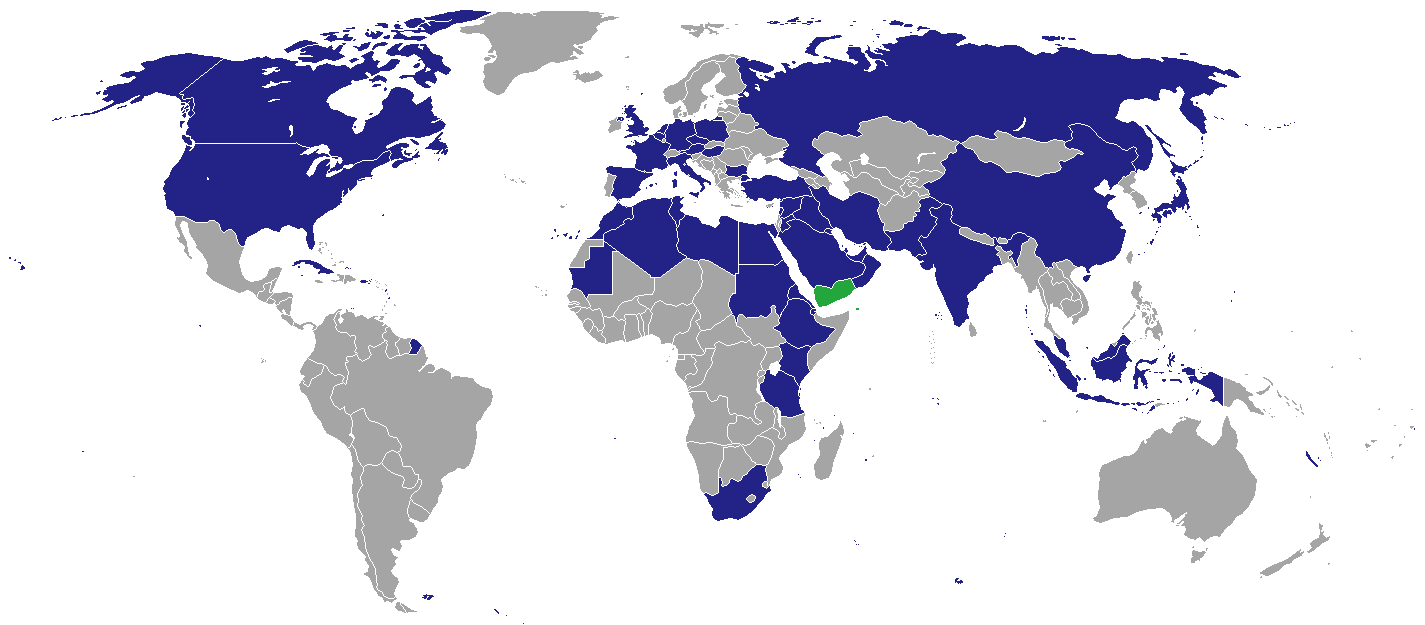
예멘의 재외공관

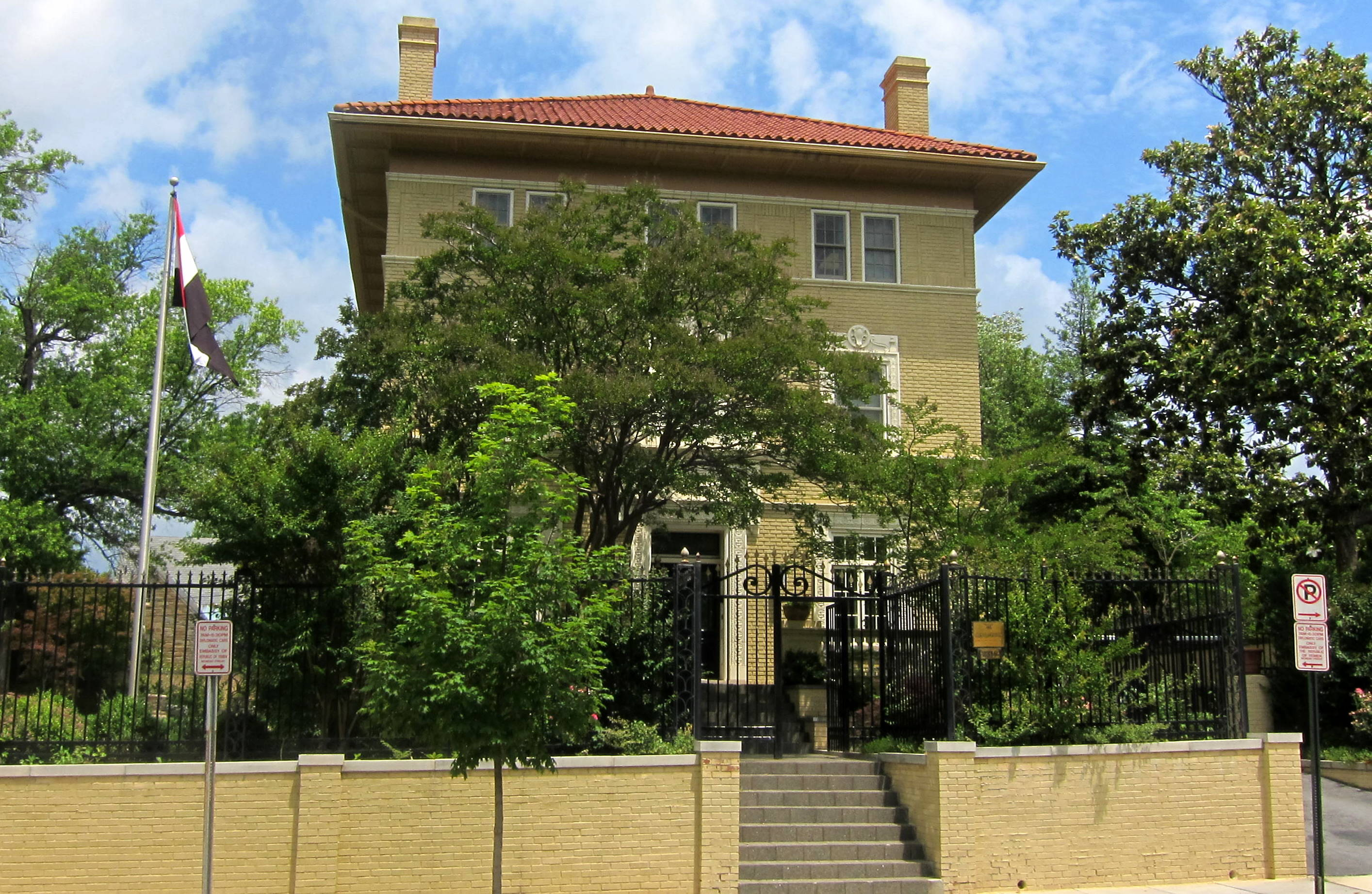
워싱턴 D.C. 주재 예멘 대사관

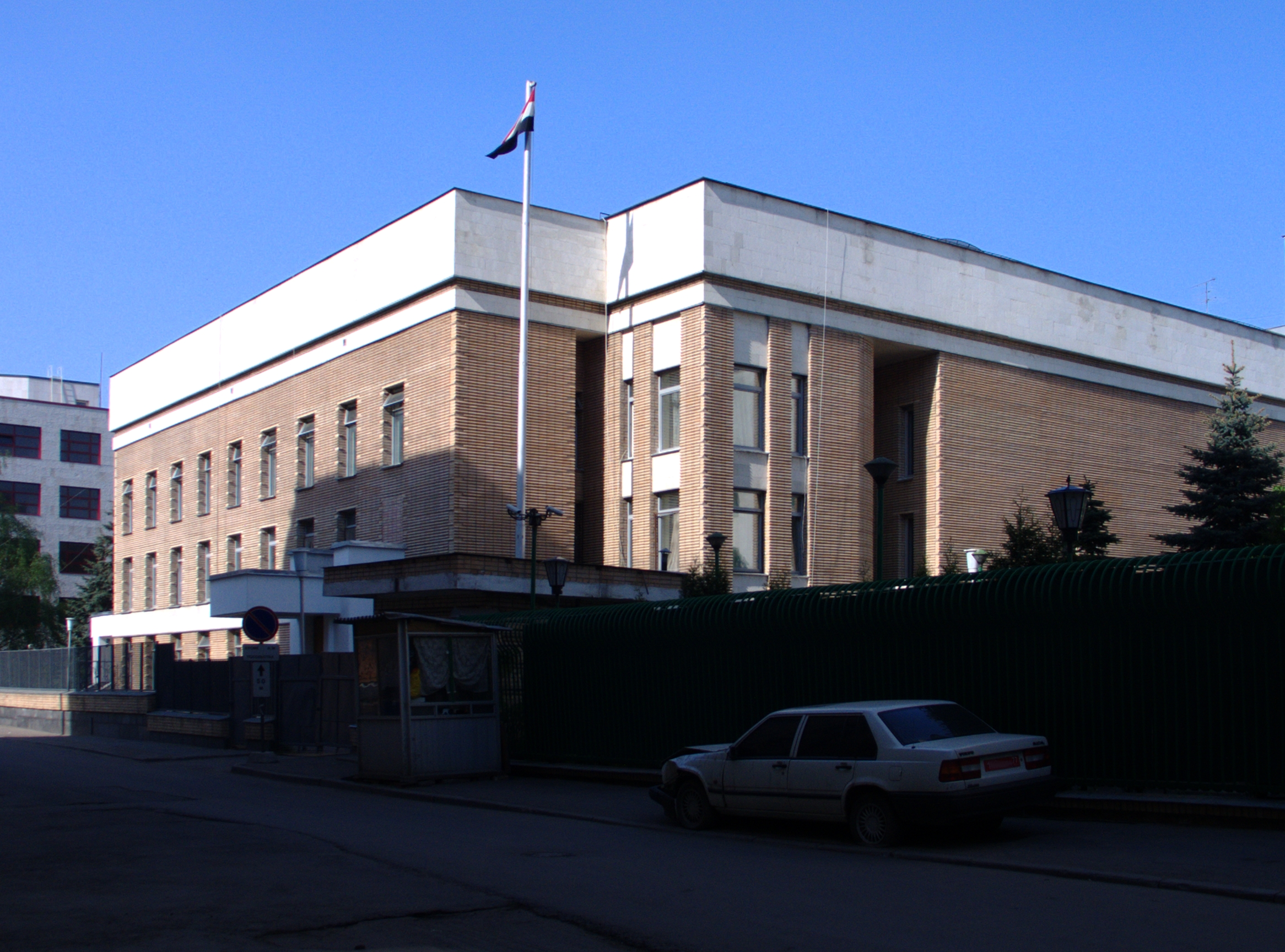
모스크바 주재 예멘 대사관

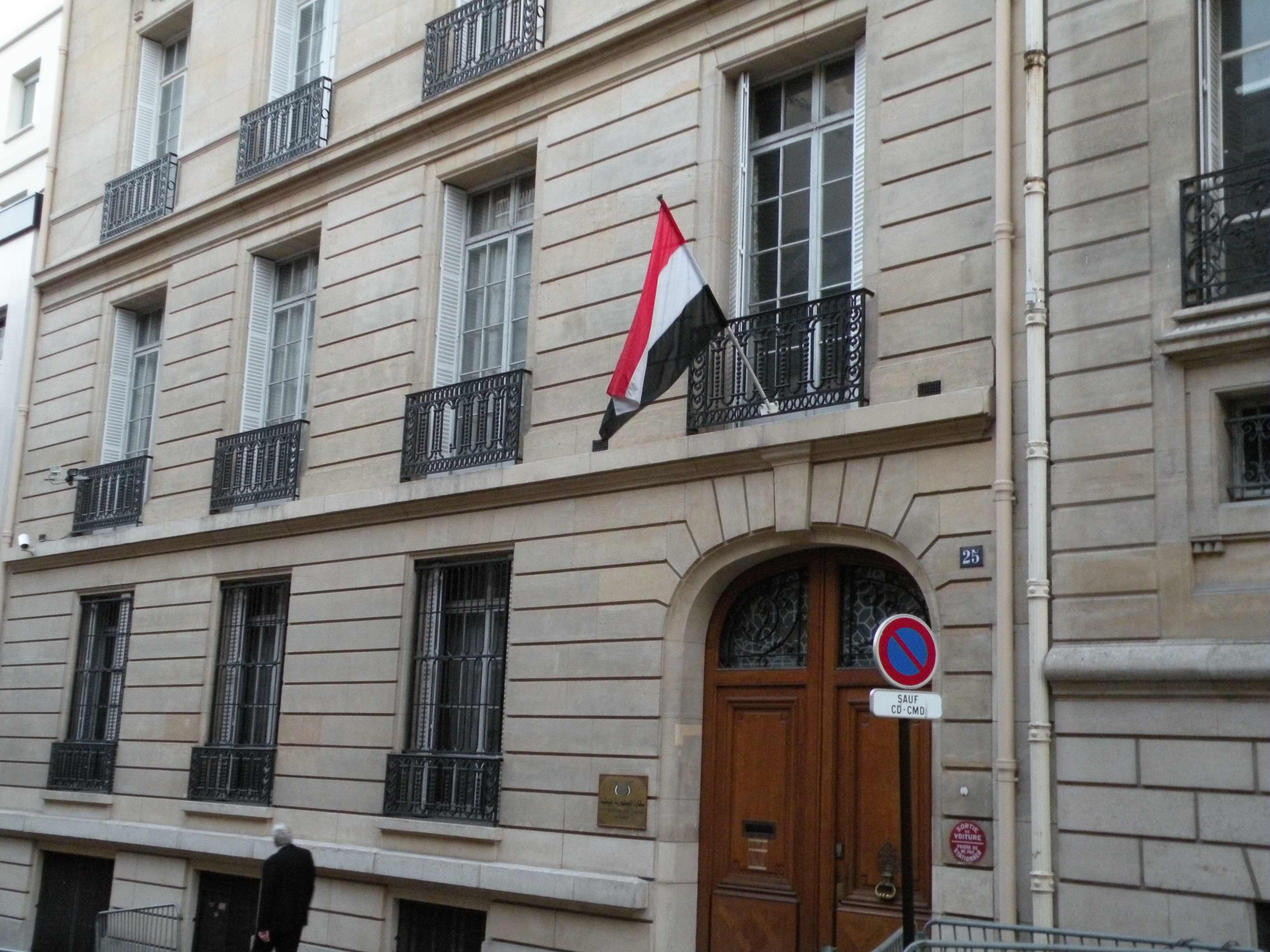
파리 주재 예멘 대사관

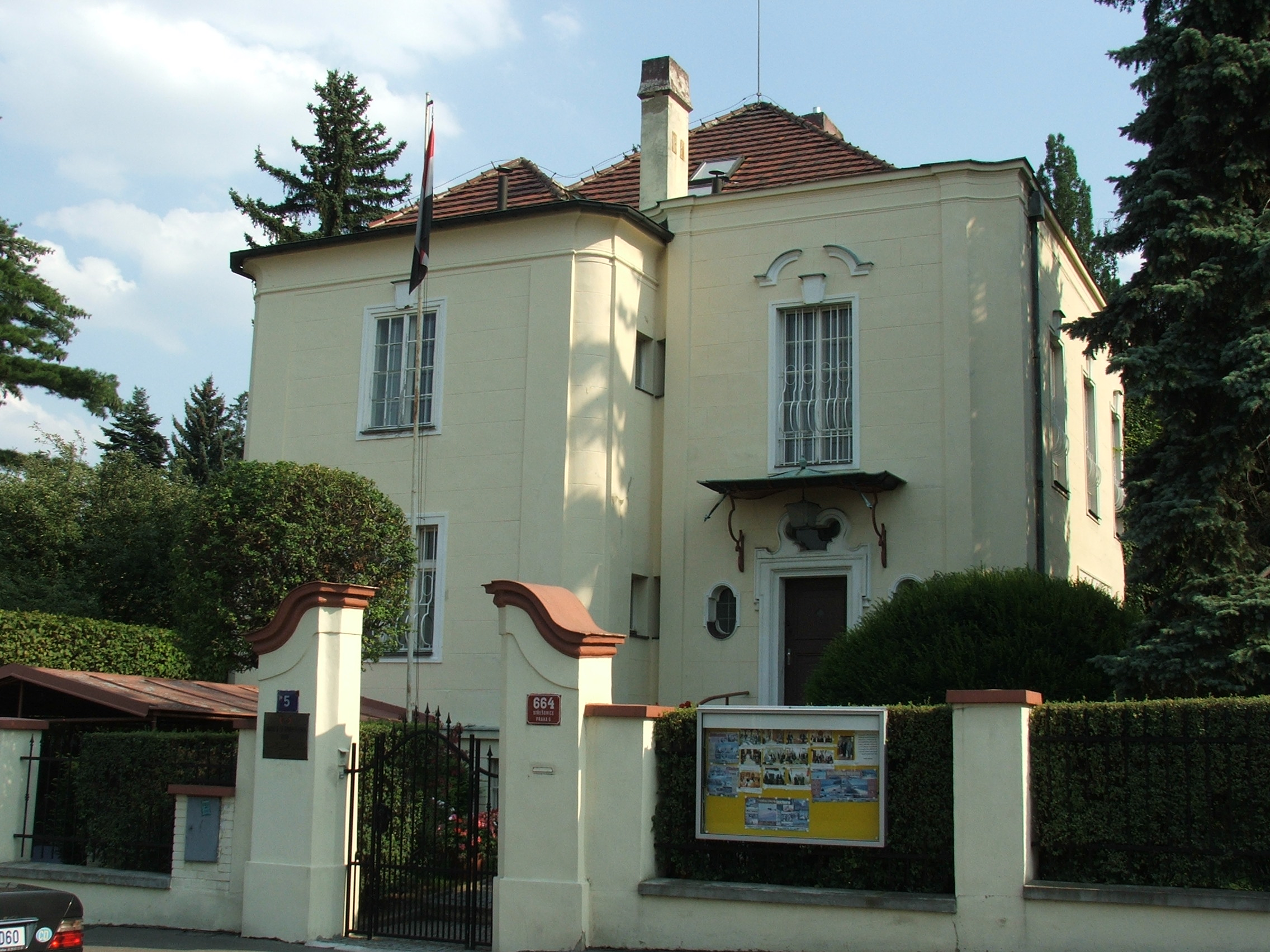
프라하 주재 예멘 대사관

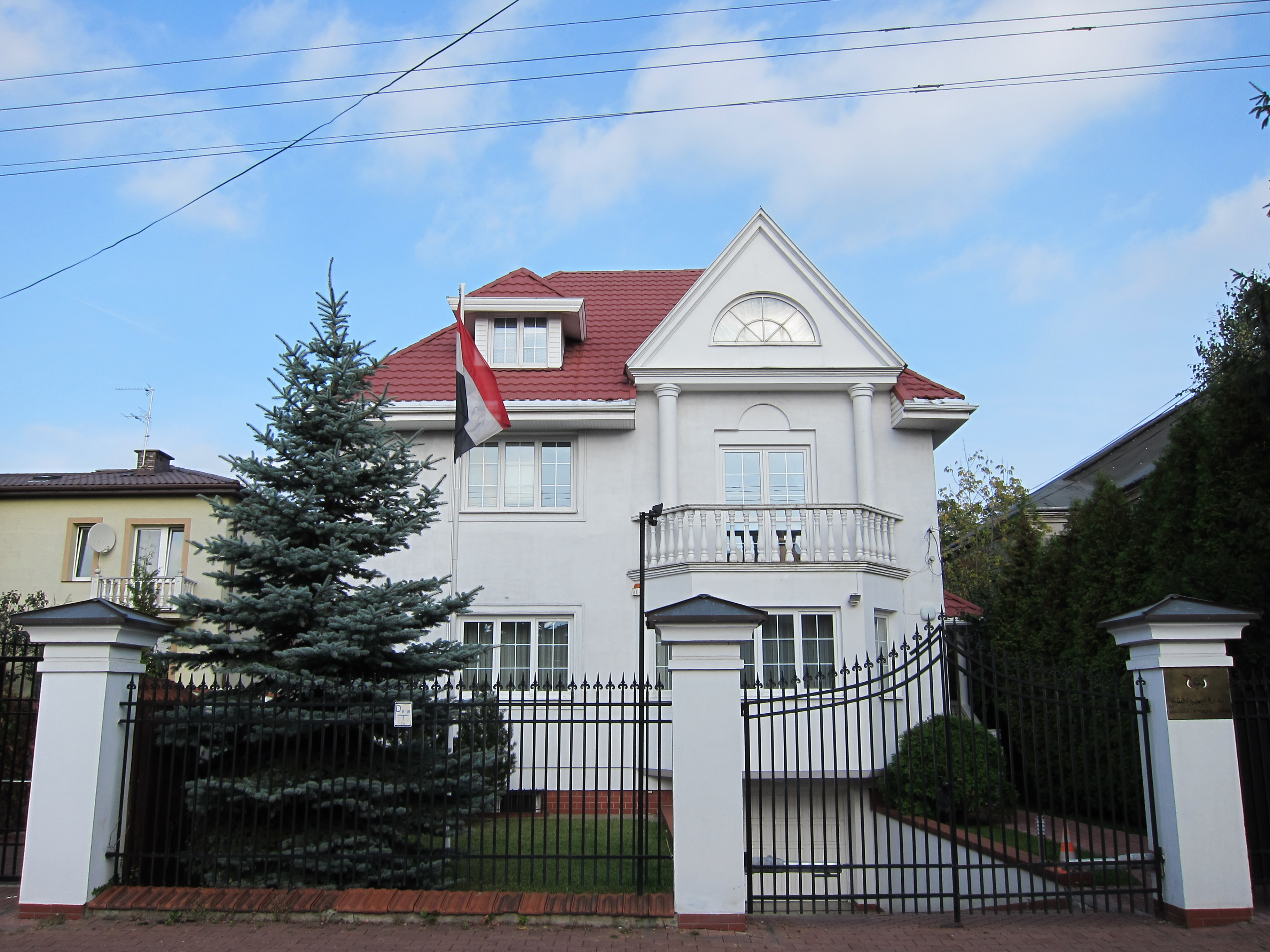
바르샤바 주재 예멘 대사관

예멘의 재외공관 목록은 예멘 주재 대사관을 각국에 상주시켜 놓는 것을 의미하며 예멘의 재외공관을 나열한 목록이다.

## 아프리카
- 알제리 : 알제 (대사관)
- 지부티 : 지부티 시 (대사관)
- 이집트 : 카이로 (대사관)
- 에리트레아 : 아스마라 (대사관)
- 에티오피아 : 아디스아바바 (대사관)
- 케냐 : 나이로비 (대사관)
- 리비아 : 트리폴리 (대사관)
- 모리타니 : 누악쇼트 (대사관)
- 모로코 : 라바트 (대사관)
- 남아프리카 공화국 : 프리토리아 (대사관)
- 수단 : 하르툼 (대사관)
- 탄자니아 : 다르에스살람 (대사관)
- 튀니지 : 튀니스 (대사관)

## 아메리카
- 캐나다 : 오타와 (대사관)
- 쿠바 : 아바나 (대사관)
- 미국 : 워싱턴 D.C. (대사관)

## 아시아
- 바레인 : 마나마 (대사관)
- 중화인민공화국 : 베이징시 (대사관)
- 인도 : 뉴델리 (대사관)
- 인도네시아 : 자카르타 (대사관)
- 이란 : 테헤란 (대사관)
- 이라크 : 바그다드 (대사관)
- 일본 : 도쿄도 (대사관)
- 요르단 : 암만 (대사관)
- 쿠웨이트 : 쿠웨이트시티 (대사관)
- 레바논 : 베이루트 (대사관)
- 말레이시아 : 쿠알라룸푸르 (대사관)
- 오만 : 무스카트 (대사관)
- 파키스탄 : 이슬라마바드 (대사관)
- 카타르 : 도하 (대사관)
- 사우디아라비아 : 리야드 (대사관), 지다 (총영사관)
- 시리아 : 다마스쿠스 (대사관)
- 튀르키예 : 앙카라 (대사관)
- 아랍에미리트 : 아부다비 (대사관)

## 유럽
- 오스트리아 : 빈 (대사관)
- 벨기에 : 브뤼셀 (대사관)
- 불가리아 : 소피아 (대사관)
- 체코 : 프라하 (대사관)
- 프랑스 : 파리 (대사관)
- 독일 : 베를린 (대사관)
- 헝가리 : 부다페스트 (대사관)
- 이탈리아 : 로마 (대사관)
- 네덜란드 : 헤이그 (대사관)
- 폴란드 : 바르샤바 (대사관)
- 루마니아 : 부쿠레슈티 (대사관)
- 러시아 : 모스크바 (대사관)
- 스페인 : 마드리드 (대사관)
- 영국 : 런던 (대사관)

## 대표부
- EU 예멘 정부 대표부 : 브뤼셀
- UN 예멘 정부 대표부 : 뉴욕
- 아랍 연맹 예멘 정부 대표부 : 카이로

## 같이 보기
- 예멘 주재 외국공관 목록